# Mr. Machinery Operator
Mr. Machinery Operator è il quinto e ultimo album in studio del gruppo musicale statunitense Firehose, pubblicato nel 1993.

## Tracce
1. Formal Introduction
2. Blaze
3. Herded into Pools
4. Witness
5. Number Seven
6. Powerful Hankerin'
7. Rocket Sled/Fuel Tank
8. Quicksand
9. Disciples of the 3-Way
10. More Famous Quotes
11. Sincerely
12. Hell-Hole
13. 4. 29. 92
14. The Cliffs Thrown Down

## Formazione
Gruppo
- Mike Watt - basso, voce
- Ed Crawford - chitarra, voce, basso
- George Hurley - batteria, bonghi, percussioni

Ospiti
- J Mascis - chitarra, basso, voce
- Joe Baiza - chitarra
- Nels Cline - chitarra
- Mac McCaughan - chitarra
- Freda Rentie - voce
- David Kahne - organo Hammond